# Ariñiz
Ariñiz/Aríñez és un poble i concejo pertanyent al municipi de Vitòria. Tenia 115 habitants en (2007). Forma part de la Zona Rural Sud-oest de Vitòria. Es troba a uns 538 msnm, 8,5 km a l'oest de Vitòria, al costat de la carretera A-102, un branc de l'autovia A-1 (Madrid-Irun) que uneix aquesta carretera amb el sud de Vitòria.

## Patrimoni artístic
El seu edifici més emblemàtic és l'Església Parroquial de San Julián i Santa Basilisa, que combina estil renaixentista i barroc. Les seves festes se celebren el 9 de gener. També celebren el dia de Sant Tomàs el 21 de desembre.

## Demografia
| 2000 | 2001 | 2002 | 2003 | 2004 | 2005 | 2006 | 2007 |
| ---- | ---- | ---- | ---- | ---- | ---- | ---- | ---- |
| 105  | 115  | 117  | 120  | 118  | 117  | 115  | 115  |

## Municipi d'Aríñez
És un antic municipi alabès, que estava format pels pobles d'Ariniz, Margarita i Eskibel. Era hereu de l'antiga Germandat d'Aríñez que agrupava a aquests tres llogarets durant l'Antic Règim i que estava integrat en la Quadrilla de Mendoza. El 1928 el municipi d'Aríñez va ser absorbit pel de Vitòria. En el moment de la seva annexió tenia aproximadament 300 habitants.